# 리보플라빈 키네이스
효소학에서 리보플라빈 키네이스(Riboflavin kinase, EC 2.7.1.26)는 다음 화학 반응을 촉매하는 효소이다.
ATP + riboflavin {\displaystyle \rightleftharpoons } ADP + FMN
따라서 이 효소의 두 기질은 ATP와 리보플라빈이고, 두 생성물은 ADP와 FMN이다.
리보플라빈은 리보플라빈 키네이스 (EC 2.7.1.26)의 작용에 의해 FMN으로 전환되고, FAD 합성 효소 (EC 2.7.7.2)에 의해 FMN을 아데닐화하여 FAD로 변환하는 방식으로 촉매적으로 활성인 보조 인자 (FAD와 FMN)로 전환된다. 진핵생물은 일반적으로 두 개의 별개의 효소를 가지고 있는 반면, 대부분의 원핵생물은 두 촉매 작용을 모두 수행할 수 있는 하나의 이중 기능 단백질을 가지고 있으며, 양쪽 모두 예외가 발생한다. 진핵생물의 단일 기능 리보플라빈 키네이스는 이중 기능 원핵생물 효소와 상동성을 가지지만, 단일 기능 FAD 합성 효소는 원핵생물의 대응물과 다르며 대신 PAPS 환원 효소 패밀리와 관련이 있다. 이중 기능 효소의 일부인 세균 FAD 합성 효소는 뉴클레오티딜 트랜스퍼레이스와 원격 유사성을 가지므로 FAD 합성 효소의 아데닐화 반응에 관여할 수 있다.
이 효소는 전달 효소 계열에 속하며, 특히 알코올 그룹을 수용체로 하는 인산기전이효소에 속한다. 이 효소 분류의 체계적인 이름은 ATP:리보플라빈 5'-인산기전이효소이다. 이 효소는 또한 플라보키네이스라고도 불린다. 이 효소는 리보플라빈 물질대사에 참여한다.
그러나 일반적으로 고세균의 리보플라빈 키네이스 (EC 2.7.1.161)는 ATP 대신 CTP를 공여 뉴클레오타이드로 사용하여 다음 반응을 촉매한다.
CTP + riboflavin {\displaystyle \rightleftharpoons } CDP + FMN
리보플라빈 키네이스는 다른 종류의 세균에서도 분리될 수 있으며, 모두 유사한 기능을 가지지만 아미노산 수는 다르다.

## 구조

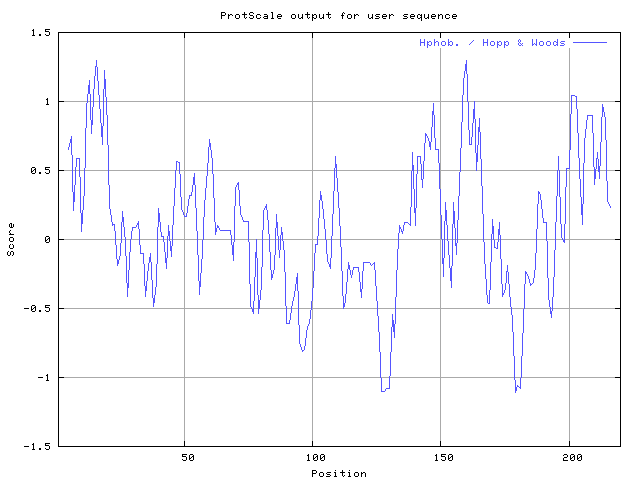

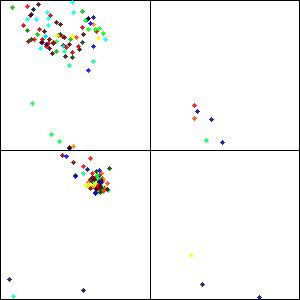

완전한 효소 배열은 엑스선결정학과 NMR로 관찰할 수 있다.
테르모플라스마 아키도필룸에서 분리된 리보플라빈 키네이스 효소는 220개의 아미노산을 포함한다. 이 효소의 구조는 엑스선결정학으로 2.20 Å 해상도에서 결정되었다. 그 2차 구조는 알파 나선 형태로 69개의 잔기 (30%)를 포함하고, 베타 병풍 형태로 60개의 잔기 (26%)를 포함한다. 이 효소는 아미노산 131과 133에 마그네슘 결합 부위를 포함하며, 아미노산 188과 195에 플라빈 모노뉴클레오타이드 결합 부위를 포함한다.
2007년 말 기준으로, 이 효소 분류에 대해 14개의 구조가 해결되었으며, PDB 접근 코드는 1N05, 1N06, 1N07, 1N08, 1NB0, 1NB9, 1P4M, 1Q9S, 2P3M, 2VBS, 2VBT, 3CTA, 2VBU, 2VBV이다.

## 참고 자료
- CHASSY BM, ARSENIS C, MCCORMICK DB (1965). 《The Effect of the Length of the Side Chain of Flavins on Reactivity with Flavokinase》. 《J. Biol. Chem.》 240. 1338–40쪽. doi:10.1016/S0021-9258(18)97580-0. PMID 14284745.
- GIRI KV, KRISHNASWAMY PR, RAO NA (1958). 《Studies on plant flavokinase》. 《Biochem. J.》 70. 66–71쪽. doi:10.1042/bj0700066. PMC 1196627. PMID 13584303.
- KEARNEY EB (1952). 《The interaction of yeast flavokinase with riboflavin analogues》. 《J. Biol. Chem.》 194. 747–54쪽. doi:10.1016/S0021-9258(18)55829-4. PMID 14927668.
- McCormick DB; Butler RC (1962). 《Substrate specificity of liver flavokinase》. 《Biochim. Biophys. Acta》 65. 326–332쪽. doi:10.1016/0006-3002(62)91051-X.
- Sandoval FJ, Roje S (2005). 《An FMN hydrolase is fused to a riboflavin kinase homolog in plants》. 《J. Biol. Chem.》 280. 38337–45쪽. doi:10.1074/jbc.M500350200. PMID 16183635.
- Solovieva IM, Tarasov KV, Perumov DA (February 2003). 《Main physicochemical features of monofunctional flavokinase from Bacillus subtilis》. 《Biochemistry (Moscow)》 68. 177–81쪽. doi:10.1023/A:1022645327972. PMID 12693963. S2CID 35221624.
- Solovieva, I.M.; Kreneva, R.A.; Leak, D.J.; Perumov, D. A. (January 1999). 《The ribR gene encodes a monofunctional riboflavin kinase which is involved in regulation of the Bacillus subtilis riboflavin operon》. 《Microbiology》 145. 67–73쪽. doi:10.1099/13500872-145-1-67. PMID 10206712.

이 문서는 현재 퍼블릭 도메인에 속하는 Pfam 및 InterPro: IPR015865의 내용을 기초로 작성된 글이 포함되어 있습니다.